# Liste des plus grandes compagnies ferroviaires
Le classement des plus grandes compagnies ferroviaires dans le monde répertorie les plus grandes entreprises ayant pour principale activité le transport ferroviaire.

## Classement

### Parchiffre d'affaires
| Rang | Entreprise                                         | Pays           | Chiffre d'affaires 2011 (en milliards de $) | Chiffre d'affaires 2012 (en milliards de $) | Chiffre d'affaires 2013 (en milliards de $) | Source                         |
| ---- | -------------------------------------------------- | -------------- | ------------------------------------------- | ------------------------------------------- | ------------------------------------------- | ------------------------------ |
| 1    | China Railway                                      | Chine          |                                             | 154,6                                       |                                             | Xinhuanet                      |
| 2    | Deutsche Bahn                                      | Allemagne      |                                             | 50,5                                        |                                             | Communiqué de l'entreprise     |
| 3    | RŽD                                                | Russie         |                                             | 49,5                                        |                                             | Communiqué de l'entreprise     |
| 4    | SNCF                                               | France         |                                             | 43,4                                        |                                             | Communiqué de l'entreprise     |
| 5    | JR East                                            | Japon          |                                             | 32,2 (dont transport : 21,6)                |                                             | Rapport annuel de l'entreprise |
| 6    | Indian Railways                                    | Inde           |                                             | 24,0                                        |                                             | Article de presse              |
| 7    | Union Pacific                                      | États-Unis     |                                             | 20,9                                        |                                             | Communiqué de l'entreprise     |
| 8    | BNSF Railway                                       | États-Unis     |                                             | 20,8                                        |                                             | Communiqué de l'entreprise     |
| 9    | JR Central                                         | Japon          |                                             | 19,1 (dont transport : 15,5)                |                                             | Rapport annuel de l'entreprise |
| 10   | JR West                                            | Japon          |                                             | 15,7 (dont transport : 10,2)                |                                             | Rapport annuel de l'entreprise |
| 11   | CSX Transportation                                 | États-Unis     |                                             | 11,8                                        |                                             | Nasdaq                         |
| 12   | Norfolk Southern                                   | États-Unis     |                                             | 11,0                                        |                                             | Rapport annuel de l'entreprise |
| 13   | Ferrovie dello Stato Italiane                      | Italie         |                                             | 10,6                                        |                                             | Rapport annuel de l'entreprise |
| 14   | Canadien National                                  | Canada         |                                             | 9,92                                        |                                             | Communiqué de l'entreprise     |
| 15   | Network Rail                                       | Royaume-Uni    |                                             | 9,79                                        |                                             | Site internet de l'entreprise  |
| 16   | Chemins de fer fédéraux suisses                    | Suisse         |                                             | 8,70                                        |                                             | Site internet de l'entreprise  |
| 17   | Daqin Railway                                      | Chine          |                                             | 7,29                                        |                                             | Businessweek                   |
| 18   | Réseau ferré de France                             | France         |                                             | 7,13                                        |                                             | Communiqué de l'entreprise     |
| 19   | Österreichische Bundesbahnen                       | Autriche       |                                             | 6,73                                        |                                             | Rapport annuel de l'entreprise |
| 20   | Ukrzaliznytsia                                     | Ukraine        |                                             | 6,52                                        |                                             | Rapport annuel de l'entreprise |
| 21   | Nederlandse Spoorwegen                             | Pays-Bas       |                                             | 5,95                                        |                                             | Rapport annuel de l'entreprise |
| 22   | Transnet Freight Rail                              | Afrique du Sud |                                             | 5,90                                        |                                             | Site internet de l'entreprise  |
| 23   | Canadien Pacifique                                 | Canada         |                                             | 5,70                                        |                                             | Rapport annuel de l'entreprise |
| 24   | Société nationale des chemins de fer du Kazakhstan | Kazakhstan     |                                             | 5,34                                        |                                             | Rapport annuel de l'entreprise |

Conversions monétaires en dollars par la moyenne quotidienne annuelle des parités du 1/1 au 31/12 (ou du 1/4 au 31/3 le cas échéant), disponible sur http://fxtop.com/fr/historique-taux-change.php.
Pour les entreprises arrêtant leurs comptes annuels au 31 mars, l'année considérée pour 2012 s'étend d'avril 2012 à mars 2013.
NB :
- Les entreprises de travaux publics ferroviaires (CREC, CRC, Vinci, etc.) sont exclues du classement.
- Certains groupes japonais pourraient intégrer ce classement, comme Tōkyū (chiffre d'affaires total de 13,4 Mrd$ en 2012/13, dont 2,3 Mrd$ pour son activité de transport[25]) ou Tōbu (CA de 7,0 Mrd$, dont 2,5 de transport[26]), mais la grande majorité de leur chiffre d'affaires est réalisée en dehors d'activités ferroviaires.